# Elix Skipper
Elix Skipper (15 de diciembre de 1967) es un exluchador profesional estadounidense, famoso por su carrera en World Championship Wrestling y Total Nonstop Action Wrestling.

## En lucha
WCW (1999-2001)
Al ser aceptado por Power Plant, Skipper comenzó su entrenamiento, debutando en 1999 en un show independiente . Después de entrenar durante ocho meses, Skipper hizo su debut televisivo en un episodio de Saturday Night . Siete meses después, Skipper comenzó a luchar en WCW Thunder y WCW Monday Nitro bajo el nombre de ring "Skip Over", enfrentándose a miembros de la división de peso crucero y compañeros graduados de Power Plant.
En agosto de 2000, Skipper comenzó a actuar bajo su nombre real, al tiempo que adoptaba el apodo de "Primetime". Después de interferir en nombre de Lance Storm en una pelea entre Storm y Mike Awesome en el episodio del 14 de agosto de 2000 de Nitro , Skipper fue incluido en la recién formada facción Team Canada de Storm . En el momento en que Skipper se unió al Team Canada, Storm estaba en posesión de tres de los títulos individuales de la WCW (los títulos de Estados Unidos , Peso Crucero y Hardcore ) y les había dado nombres que sonaban más canadienses. Como recompensa por sus acciones, Storm le presentó a Skipper el Campeonato de Peso Crucero, al que había rebautizado como "Título de 101 Kilos y Menos". A pesar de su nacionalidad estadounidense y su falta de conocimiento autoproclamada sobre Canadá, Skipper fue anunciado como canadiense y exjugador de la Liga Canadiense de Fútbol , completo con un anillo de la Copa Grey . Skipper conservó el Campeonato de 101 Kilogramos y Menos hasta el 2 de octubre de 2000, cuando Mike Sanders lo derrotó por el título y posteriormente lo renombró nuevamente como Campeonato de Peso Crucero. A finales de 2000, Team Canada tuvo un feudo con Misfits In Action y Filthy Animals . 
A principios de 2001, Skipper dejó Team Canada y comenzó a competir principalmente en la división de peso crucero. A lo largo de febrero y marzo de 2001, Skipper formó equipo con Kid Romeo en un torneo de ocho equipos para determinar los primeros poseedores del recién creado Campeonato de Parejas de Peso Crucero de la WCW . Skipper y Romeo ganaron el torneo al derrotar a Billy Kidman y Rey Mysterio en la final del torneo el 18 de marzo de 2001, en Greed , el último evento PPV de la WCW . En el episodio del 26 de marzo de 2001 de Nitro , Skipper y Romeo perdieron el Campeonato de Parejas de Peso Crucero ante Kidman y Mysterio.
A finales de marzo de 2001, la World Championship Wrestling fue comprada por la World Wrestling Federation , y varios luchadores, incluido Skipper, firmaron contratos de desarrollo.
WWF (2001)
Skipper hizo su debut a principios de la Invasión como miembro de The Alliance . Más tarde, la WWF asignó a Skipper a la Heartland Wrestling Association, un territorio de desarrollo de la WWF. Entrenó en la HWA durante nueve meses antes de ser liberado en diciembre de 2001.

### Lucha libre profesional japonesa (2002, 2003)
Al ser liberado de la WWF, Skipper contactó a The Great Muta , un luchador japonés veterano que había invitado previamente a Skipper a luchar en Japón. Skipper posteriormente viajó a Japón para actuar en All Japan Pro Wrestling , donde luchó alternando entre usar su nombre real, el nombre de ring "Dark Guerrera" y como el enmascarado "Extreme Blade"
- - Play of the Day[1][2] / Edge of the Blade[1] (Overdrive) - innovado
  - Sudden Death[3] (Headlock takedown derivado en over the shoulder back to belly piledriver)

- Movimientos de firma
  - Instant Replay[1] (Capture suplex derivado en standing spinebuster)
  - New School[1] (Ropewalk hurricanrana a un oponente sentado en las cuerdas)
  - Primetime Submission[1] (Modified octopus hold)
  - Bring the House Down[1] (Tilt-a-whirl side slam)
  - Bridging evasion[1]
  - Super handstand corkscrew leg drop[1]
  - Springboard hurricanrana
  - Varios tipos de suplex:
    - Bridging full Nelson[1]
    - Bridging German
    - Double underhook,[1] a veces desde una posición elevada
    - Northern lights
    - Belly to back
    - Belly to belly
    - Vertical

  - Varios tipos de kick:
    - Drop, a veces desde una posición elevada[1]
    - Crescent hook
    - Spin
    - Super
    - Diving spinning heel

  - Corkscrew plancha
  - Sunset flip powerbomb
  - Arm drag

- Mánager
  - Simon Diamond[4]
  - Daffney[5]
  - Major Gunns[4]
  - Col. Robert Parker[6]

- Apodos
  - "Primetime"[1][2]

## Campeonatos y logros
- Elite Championship Wrestling
  - ECW World Heavyweight Championship (1 vez)[7]

- Georgia Championship Wrestling / Great Championship Wrestling
  - GCW National Television Championship (1 vez)[8]
  - GCW Tag Team Championship (2 veces) – con John Bogie (1) y David Young (1)1[9]
  - GCW United States Junior Heavyweight Championship (1 vez)[10]

- NWA Shockwave
  - NWA Shockwave Cruiser X Championship (1 vez)[11]

- NWA Wildside
  - NWA Wildside Junior Heavyweight Championship (1 vez)[12]

- NWA Wrestle Birmingham
  - NWA Alabama Tag Team Championship (1 vez)1 – con Sonny Siaki / David Young (1)[13]

- Total Nonstop Action Wrestling
  - NWA World Tag Team Championship (4 veces) – con Low Ki y Christopher Daniels (3)2 y "Wildcat" Chris Harris (1)[14]
  - TNA World Cup X (2004) – con Chris Sabin, Christopher Daniels y Jerry Lynn
  - Match of the Year (2004) with Christopher Daniels vs. Chris Harris and James Storm at Turning Point, 5 de diciembre de 2004[15]
  - Memorable Moment of the Year (2004) Primetime walks the Six Sides of Steel at Turning Point[15]

- USA Xtreme Wrestling
  - UXW X-treme Championship (1 vez)[16]

- World Championship Wrestling
  - WCW Cruiserweight Championship (1 vez)[17]
  - WCW Cruiserweight Tag Team Championship (1 vez) – con Kid Romeo[18]

1 After Siaki signed a contract with World Wrestling Entertainment, Skipper chose Young as a replacement without interrupting the championship reign.

2 Skipper defended the title with either Ki or Daniels as Triple X under the Freebird Rule.